# Arachnothryx dwyeri
Arachnothryx dwyeri là một loài thực vật có hoa trong họ Thiến thảo. Loài này được (Lorence) Borhidi mô tả khoa học đầu tiên năm 1993.